# 賽勞夫巴赫河
50°0′19.5″N 9°14′18.32″E / 50.005417°N 9.2384222°E

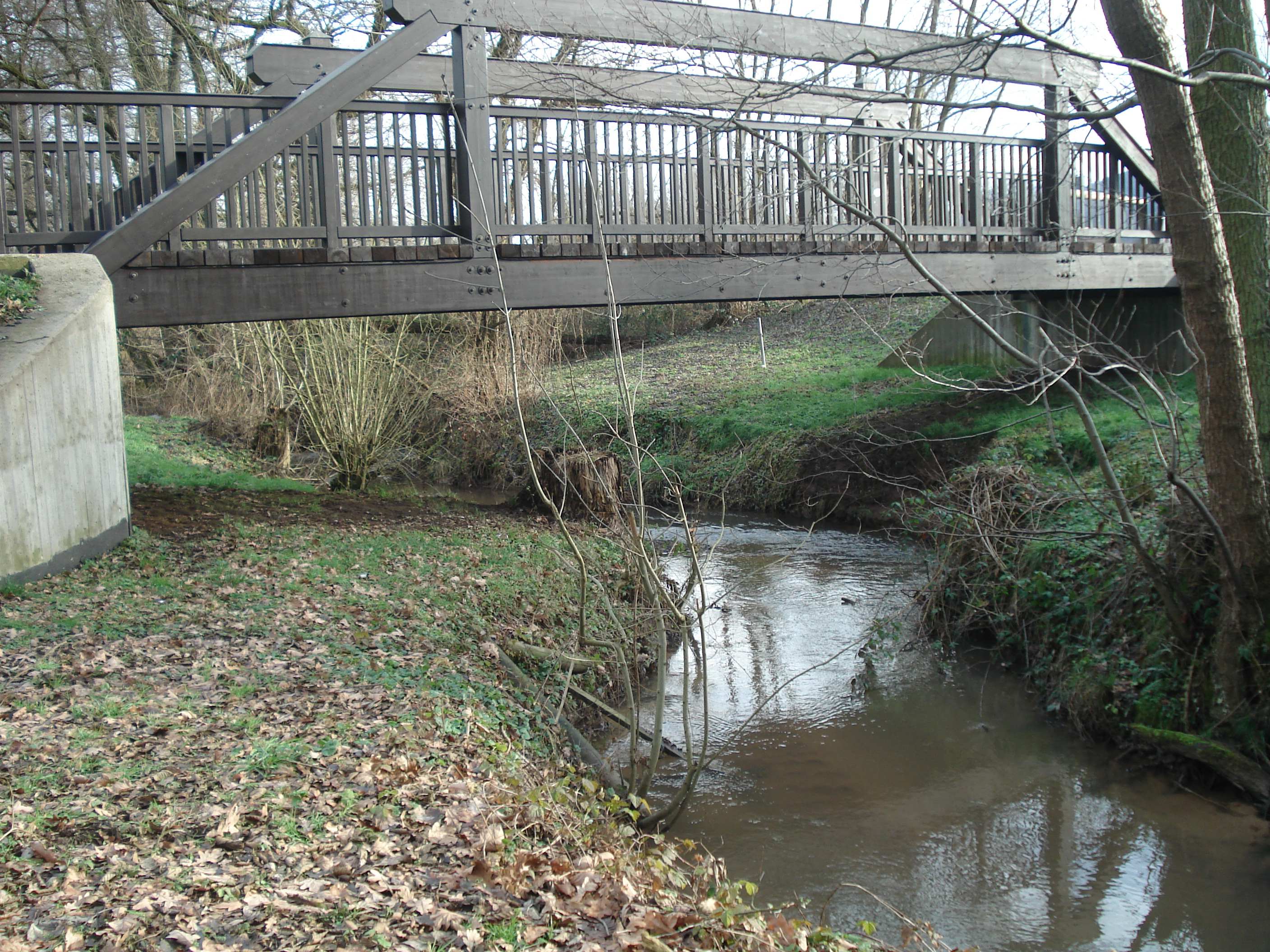

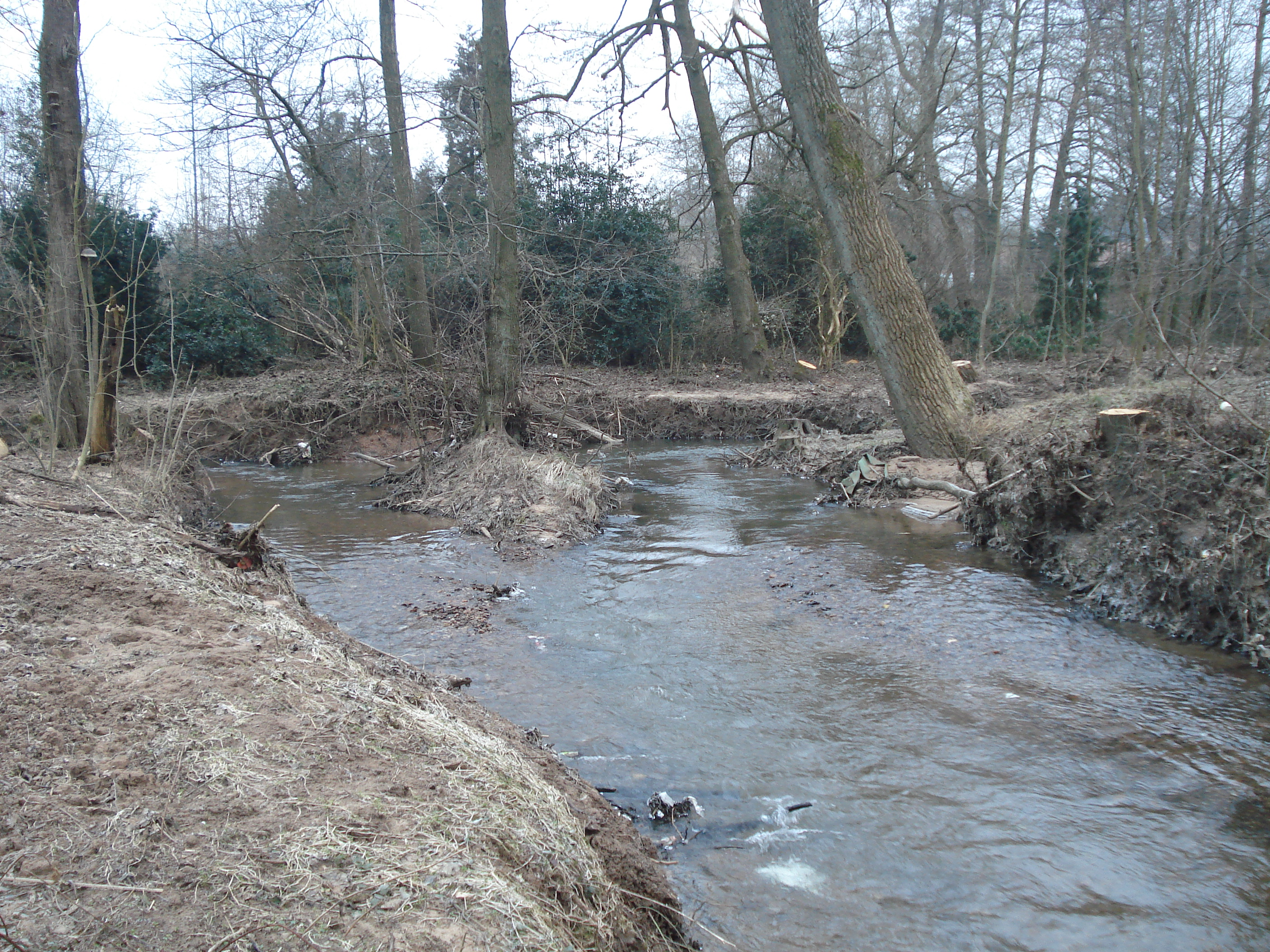

賽勞夫巴赫河（德語：Sailaufbach），是德國的河流，位於該國東南部，由巴伐利亞負責管轄，屬於勞法赫河的右支流，河道全長6.4公里，流域面積17.4平方公里。